# Tel Aviv Pioneers 2019-2020
Questa voce raccoglie le informazioni riguardanti i Tel Aviv Pioneers nelle competizioni ufficiali della stagione 2019-2020.

## Israel Football League 2019-2020

### Pre-season
| 21 novembre 2019, ore 20:00 2º turno di preseason | Beersheva Black Swarm | 35 – 0 | Tel Aviv Pioneers |  |

### Stagione regolare
| 29 novembre 2019, ore 10:00 1ª giornata | Petah Tikva Troopers | - – - | Tel Aviv Pioneers |  |

| 6 dicembre 2019, ore 10:00 2ª giornata | Beersheva Black Swarm | 46 – 14 (7-0 6-6 20-8 13-0) | Tel Aviv Pioneers | (42 spett.) |

| 14 dicembre 2019, ore 20:00 3ª giornata | Tel Aviv Pioneers | 26 – 28 (0-8 14-6 12-6 0-8) | Mazkeret Batya Silverbacks | (30 spett.) |

| 4 gennaio 2020, ore 20:30 6ª giornata | Tel Aviv Pioneers | 8 – 26 (0-6 0-12 0-8 8-0) | Judean Rebels | (12 spett.) |

| 10 gennaio 2020, ore 10:00 7ª giornata | Haifa Underdogs | 23 – 20 (7-8 7-6 6-0 3-6) | Tel Aviv Pioneers | (11 spett.) |

| 18 gennaio 2020, ore 20:30 8ª giornata | Tel Aviv Pioneers | 6 – 63 (6-20 0-36 0-7 0-0) | Jerusalem Lions |  |

| 1º febbraio 2020, ore 20:30 10ª giornata | Tel Aviv Pioneers | 19 – 6 | Ramat HaSharon Hammers |  |

| 8 febbraio 2020, ore 21:15 11ª giornata | Tel Aviv Pioneers | 12 – 9 | Haifa Underdogs |  |

| 21 febbraio 2020, ore 10:00 13ª giornata | Mazkeret Batya Silverbacks | 24 – 35 | Tel Aviv Pioneers |  |

| 27 febbraio 2020, ore 20:00 14ª giornata | Jerusalem Lions | 46 – 19 | Tel Aviv Pioneers |  |

| 5 marzo 2020, ore 20:00 15ª giornata | Ramat HaSharon Hammers | 21 – 25 | Tel Aviv Pioneer |  |

### Statistiche di squadra
| Competizione      | %Vittorie | In casa | In casa | In casa | In casa | In casa | In casa | In trasferta | In trasferta | In trasferta | In trasferta | In trasferta | In trasferta | Totale | Totale | Totale | Totale | Totale | Totale |
| Competizione      | %Vittorie | G       | V       | N       | P       | Pf      | Ps      | G            | V            | N            | P            | Pf           | Ps           | G      | V      | N      | P      | Pf     | Ps     |
| ----------------- | --------- | ------- | ------- | ------- | ------- | ------- | ------- | ------------ | ------------ | ------------ | ------------ | ------------ | ------------ | ------ | ------ | ------ | ------ | ------ | ------ |
| Preseason         | .000      | 0       | 0       | 0       | 0       | 0       | 0       | 1            | 0            | 0            | 1            | 0            | 35           | 1      | 0      | 0      | 1      | 0      | 35     |
| Stagione regolare | .400      | 5       | 2       | 0       | 3       | 71      | 132     | 5            | 2            | 0            | 3            | 113          | 160          | 10     | 4      | 0      | 6      | 184    | 292    |
| Totale            | .364      | 5       | 2       | 0       | 3       | 71      | 132     | 6            | 2            | 0            | 4            | 113          | 195          | 11     | 4      | 0      | 7      | 184    | 327    |